# Вацлав Проспал
Вацлав Проспал (чеськ. Václav Prospal, нар. 17 лютого 1975, Чеські Будейовиці) — колишній чеський хокеїст, що грав на позиції крайнього нападника. Грав за збірну команду Чехії, у складі якої у 2000 і 2005 роках ставав чемпіоном світу.
Провів понад тисячу матчів у Національній хокейній лізі.

## Ігрова кар'єра
Хокейну кар'єру розпочав 1993 року виступами за команду «Герші Берс» в АХЛ.
1993 року був обраний на драфті НХЛ під 71-м загальним номером командою «Філадельфія Флаєрс».
Протягом професійної клубної ігрової кар'єри, що тривала 21 рік, захищав кольори команд «Філадельфія Флаєрс», «Оттава Сенаторс», «Флорида Пантерс», «Тампа-Бей Лайтнінг», «Майті Дакс оф Анагайм», «Нью-Йорк Рейнджерс», «Колумбус Блю-Джекетс», «Чеські Будейовиці».
Загалом провів 1173 матчі в НХЛ, включаючи 65 ігор плей-оф Кубка Стенлі.
Виступав за збірну Чехії.

## Нагороди та досягнення
- Перша команда всіх зірок АХЛ — 1997.

## Статистика
| Сезон        | Клуб                    | Ліга         | Регулярний сезон | Регулярний сезон | Регулярний сезон | Регулярний сезон | Регулярний сезон | Плей-оф | Плей-оф | Плей-оф | Плей-оф | Плей-оф |
| Сезон        | Клуб                    | Ліга         | І                | Г                | П                | О                | ШХ               | І       | Г       | П       | О       | ШХ      |
| ------------ | ----------------------- | ------------ | ---------------- | ---------------- | ---------------- | ---------------- | ---------------- | ------- | ------- | ------- | ------- | ------- |
| 1993–94      | «Герші Берс»            | АХЛ          | 55               | 14               | 21               | 35               | 38               | 2       | 0       | 0       | 0       | 2       |
| 1994–95      | «Герші Берс»            | АХЛ          | 69               | 13               | 32               | 45               | 36               | 2       | 1       | 0       | 1       | 4       |
| 1995–96      | «Герші Берс»            | АХЛ          | 68               | 15               | 36               | 51               | 59               | 5       | 2       | 4       | 6       | 2       |
| 1996–97      | «Філадельфія Фантомс»   | АХЛ          | 63               | 32               | 63               | 95               | 70               | —       | —       | —       | —       | —       |
| 1996–97      | «Філадельфія Флаєрс»    | НХЛ          | 18               | 5                | 10               | 15               | 4                | 5       | 1       | 3       | 4       | 4       |
| 1997–98      | «Філадельфія Флаєрс»    | НХЛ          | 41               | 5                | 13               | 18               | 17               | —       | —       | —       | —       | —       |
| 1997–98      | «Оттава Сенаторс»       | НХЛ          | 15               | 1                | 6                | 7                | 4                | 6       | 0       | 0       | 0       | 0       |
| 1998–99      | «Оттава Сенаторс»       | НХЛ          | 79               | 10               | 26               | 36               | 58               | 4       | 0       | 0       | 0       | 0       |
| 1999–00      | «Оттава Сенаторс»       | НХЛ          | 79               | 22               | 33               | 55               | 40               | 6       | 0       | 4       | 4       | 4       |
| 2000–01      | «Оттава Сенаторс»       | НХЛ          | 40               | 1                | 12               | 13               | 12               | —       | —       | —       | —       | —       |
| 2000–01      | «Флорида Пантерс»       | НХЛ          | 34               | 4                | 12               | 16               | 10               | —       | —       | —       | —       | —       |
| 2001–02      | «Тампа-Бей Лайтнінг»    | НХЛ          | 81               | 18               | 37               | 55               | 38               | —       | —       | —       | —       | —       |
| 2002–03      | «Тампа-Бей Лайтнінг»    | НХЛ          | 80               | 22               | 57               | 79               | 53               | 11      | 4       | 2       | 6       | 8       |
| 2003–04      | «Майті Дакс оф Анагайм» | НХЛ          | 82               | 19               | 35               | 54               | 54               | —       | —       | —       | —       | —       |
| 2005–06      | «Тампа-Бей Лайтнінг»    | НХЛ          | 81               | 25               | 55               | 80               | 50               | 5       | 0       | 2       | 2       | 0       |
| 2006–07      | «Тампа-Бей Лайтнінг»    | НХЛ          | 82               | 14               | 41               | 55               | 36               | 6       | 1       | 4       | 5       | 4       |
| 2007–08      | «Тампа-Бей Лайтнінг»    | НХЛ          | 62               | 29               | 28               | 57               | 31               | —       | —       | —       | —       | —       |
| 2007–08      | «Філадельфія Флаєрс»    | НХЛ          | 18               | 4                | 10               | 14               | 6                | 17      | 3       | 10      | 13      | 6       |
| 2008–09      | «Тампа-Бей Лайтнінг»    | НХЛ          | 82               | 19               | 26               | 45               | 52               | —       | —       | —       | —       | —       |
| 2009–10      | «Нью-Йорк Рейнджерс»    | НХЛ          | 75               | 20               | 38               | 58               | 32               | —       | —       | —       | —       | —       |
| 2010–11      | «Нью-Йорк Рейнджерс»    | НХЛ          | 29               | 9                | 14               | 23               | 8                | 5       | 1       | 0       | 1       | 0       |
| 2011–12      | «Колумбус Блю-Джекетс»  | НХЛ          | 82               | 16               | 39               | 55               | 36               | —       | —       | —       | —       | —       |
| 2012–13      | «Чеські Будейовиці»     | ЧЕ           | 19               | 9                | 14               | 23               | 46               | —       | —       | —       | —       | —       |
| 2012–13      | «Колумбус Блю-Джекетс»  | НХЛ          | 48               | 12               | 18               | 30               | 32               | —       | —       | —       | —       | —       |
| Усього в НХЛ | Усього в НХЛ            | Усього в НХЛ | 1,108            | 255              | 510              | 765              | 581              | 65      | 10      | 25      | 35      | 26      |